# キャレット記法
キャレット記法（キャレットきほう、英語: caret notation）とは、表示できない文字であるASCIIの制御文字を、表示できる文字だけで書き表すための方法である。
使用するのはキャレット (^) と大文字のアルファベット（基本ラテン文字）である。アルファベットの先頭 (A) から1, 2, 3, ..., 26と番号を振り、それぞれの制御文字のASCIIにおける値を持つアルファベットを使用する。例えば、テキスト終結 (ETX) のASCIIでの値は3なので、アルファベットで3文字目の C を使って ^C と表す。ヌル文字 (NUL) のASCIIでの値は0で対応するアルファベットがないので、ASCIIでAの1つ前にある @ を使って ^@ と表す。削除文字 (DEL) のASCIIでの値は127で対応するアルファベットがないが、通常は ^? と表す。これは、ASCIIで ? が @ の1つ前でこれを「アルファベットの-1番目」とみなし、-1を8ビットの2の補数を使用して表したもの（二進数で11111111）を7ビットでマスクすると127になるからである。
多くのコンピュータシステムでは、コントロールキーとともにキャレット記法で使われるアルファベットを押すと、対応する制御文字を発生するようになっている。これは、ほとんどの制御文字をキーボードで直接入力することができないためである。制御文字を表す方法は他にもあるが、この仕様があるため、キャレット記法が最もよく使われる。
キャレット記法は多くのプログラムで使われている（例えば、UNIXの端末ドライバや、more、lessなどのテキストビューワ）。